# Syrisca pictilis
Syrisca pictilis är en spindelart som beskrevs av Simon 1886. Syrisca pictilis ingår i släktet Syrisca och familjen sporrspindlar.
Artens utbredningsområde är Senegal. Inga underarter finns listade i Catalogue of Life.